# Liste der Biografien/Sow
Liste der Biografien |
Portal Biografien |
Personensuche
# |
A |
B |
C |
D |
E |
F |
G |
H |
I |
J |
K |
L |
M |
N |
O |
P |
Q |
R |
S |
T |
U |
V |
W |
X |
Y |
Z |
?
 
Sa |
Sb |
Sc |
Sd |
Se |
Sf |
Sg |
Sh |
Si |
Sj |
Sk |
Sl |
Sm |
Sn |
So |
Sp |
Sq |
Sr |
Ss |
St |
Su |
Sv |
Sw |
Sy |
Sz
 
Soa |
Sob |
Soc |
Sod |
Soe |
Sof |
Sog |
Soh |
Soi |
Soj |
Sok |
Sol |
Som |
Son |
Soo |
Sop |
Sor |
Sos |
Sot |
Sou |
Sov |
Sow |
Sox |
Soy |
Soz
Die Liste der Biografien führt alle Personen auf, die in der deutschsprachigen Wikipedia einen Artikel haben. Dieses ist eine Teilliste mit 87 Einträgen von Personen, deren Namen mit den Buchstaben „Sow“ beginnt.

## Sow
- Sow, Abdoulaye Sékou (1931–2013), malischer Politiker, Ministerpräsident von Mali
- Sow, Ali (* 1998), kanadischer Basketballspieler
- Sow, Alpha Oumar (* 1984), senegalesischer Fußballspieler
- Sow, Ansou (* 2000), senegalesischer Fußballspieler
- Sow, Cheikhou (* 1998), französischer American-Football-Spieler
- Sow, Coumba (* 1994), Schweizer Fussballspielerin
- Sow, Daouda (1933–2009), senegalesischer Politiker
- Sow, Daouda (* 1983), französischer Boxer
- Sow, Demba (* 1993), mauretanischer Fußballspieler
- Sow, Djibril (* 1997), schweizerisch-senegalesischer FußballspielerDjibril Sow (* 1997)

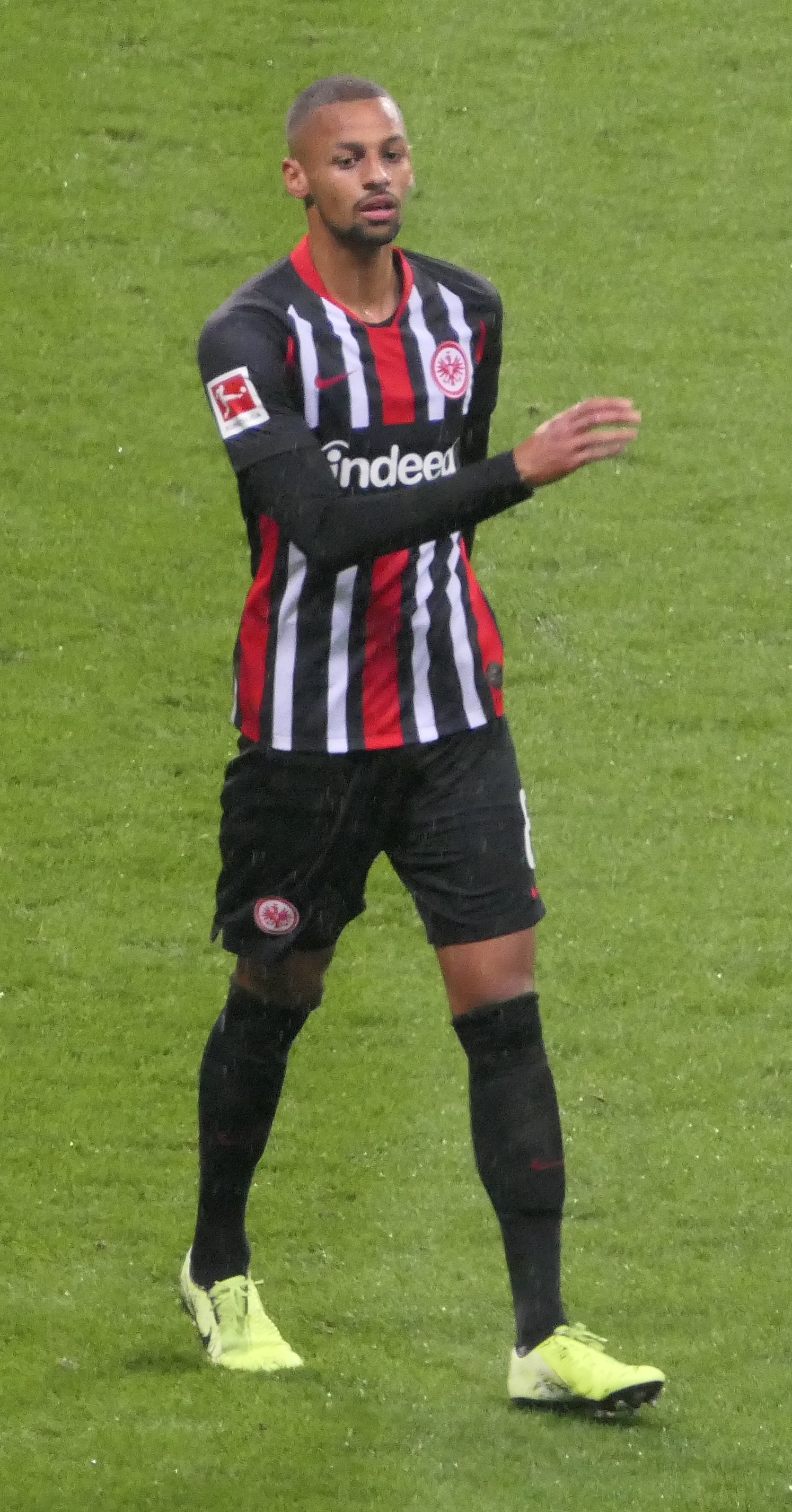
Djibril Sow (* 1997)

- Sow, Ibrahima Sory (* 1941), guineischer Diplomat und Politiker
- Sow, Kalidou (* 1980), französischer Pokerspieler
- Sow, Karim (* 2003), Schweizer Fussballspieler
- Sow, Moussa (* 1986), senegalesischer Fußballspieler
- Sow, Noah (* 1974), deutsche Hörfunkmoderatorin, Sprecherin, Musikerin und Autorin
- Sow, Osman (* 1990), schwedisch-senegalesischer Fußballspieler
- Sow, Oumou (* 1970), guineische Sprinterin
- Sow, Ousmane (1935–2016), senegalesischer Bildhauer
- Sow, Pape Habib (* 1985), senegalesischer Fußballspieler
- Sow, Rainatou (* 1983), guineische Sozialunternehmerin, die Make Every Woman Count gegründet hatte
- Sow, Rougui (* 1995), französische Weitspringerin
- Sow, Saïdou (* 2002), guineisch-französischer Fußballspieler
- Sow, Samba (* 1989), malisischer Fußballspieler
- Sow, Sy Kadiatou (* 1955), malische Politikerin
- Sow, Sylla (* 1996), niederländisch-senegalesischer Fußballspieler

### Sowa
- Sowa, Armin (* 1959), deutscher Basketballspieler
- Sowa, Charles (1933–2013), luxemburgischer Geher
- Sowa, Hiroshi (* 1956), japanischer Fußballspieler
- Sowa, Hubert (* 1954), deutscher Kunstpädagoge und Kunstdidaktiker
- Sowa, John F. (* 1940), Informatiker
- Sowa, Michael (* 1945), deutscher Maler und Zeichner
- Sowa, Reiner M. (* 1959), deutscher Schriftsteller
- Sowa, Robin (* 1999), deutscher Volleyball- und BeachvolleyballspielerRobin Sowa (* 1999)

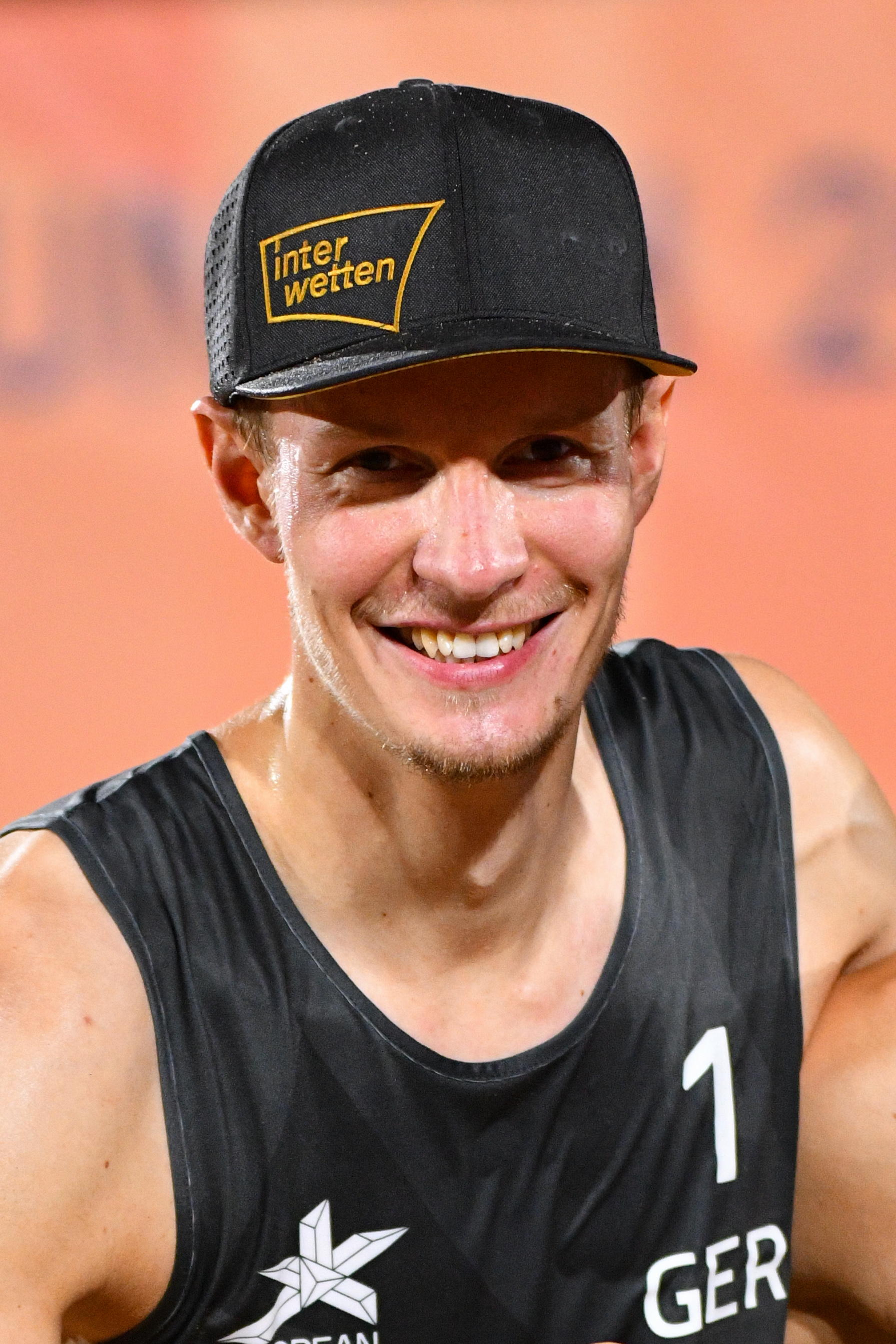
Robin Sowa (* 1999)

- Sowa, Ursula (* 1957), deutsche Politikerin (Bündnis 90/Die Grünen), MdB
- Sowada, Alphonsus Augustus (1933–2014), US-amerikanischer Geistlicher und römisch-katholischer Bischof von Agats
- Sowada, Christoph (* 1956), deutscher Jurist und Hochschullehrer
- Sowah, E. N. P., ghanaischer Chief Justice
- Sowah, Georgina (* 1982), ghanaische Weit- und Dreispringerin
- Sowah, Kamal (* 2000), ghanaischer Fußballspieler
- Sowah, Lennard (* 1992), deutscher Fußballspieler
- Sowah, Steven (* 1990), deutscher Schauspieler
- Sowan, Ruttanapon (* 1994), thailändischer Sprinter
- Sowande, Fela (1905–1987), nigerianischer Komponist, Organist und Musikpädagoge
- Sowards, Jack B. (1929–2007), US-amerikanischer Drehbuchautor, Filmproduzent und Filmschauspieler

### Sowd
- Sowden, William Henry (1840–1907), englisch-amerikanischer Politiker
- Sowden-Taylor, Robin (* 1982), walisischer Rugbyspieler

### Sowe
- Sowe, Alhagie H., gambischer Politiker
- Sowe, Ali (* 1994), gambischer Fußballspieler
- Sowe, Babou († 2015), gambischer Fußballspieler
- Sowe, Birom J. S. (* 1980), gambischer Politiker
- Sowe, Cherno (* 1978), gambischer Leichtathlet
- Sowe, Demba (1972–2020), gambischer Politiker
- Sowe, Fatou (* 1993), gambische Sprinterin
- Sowe, Jankey (* 1996), gambische Leichtathletin
- Sowe, Mariama, gambische Volleyballspielerin
- Sowe, Mariama, gambische Fußballspielerin und Fußballtrainerin
- Sowe, Modou (* 1963), gambischer Fußballschiedsrichter
- Sowe, Omar († 1937), gambischer Imam
- Sowe, Ousman (* 1972), gambischer Generaldirektor des Nachrichtendienst
- Sowe, Ruth, gambische Diplomatin
- Sowell, Anthony (1959–2021), US-amerikanischer Serienmörder
- Sowell, Arnie (* 1935), US-amerikanischer Mittelstreckenläufer
- Sowell, Thomas (* 1930), US-amerikanischer ÖkonomThomas Sowell (* 1930)

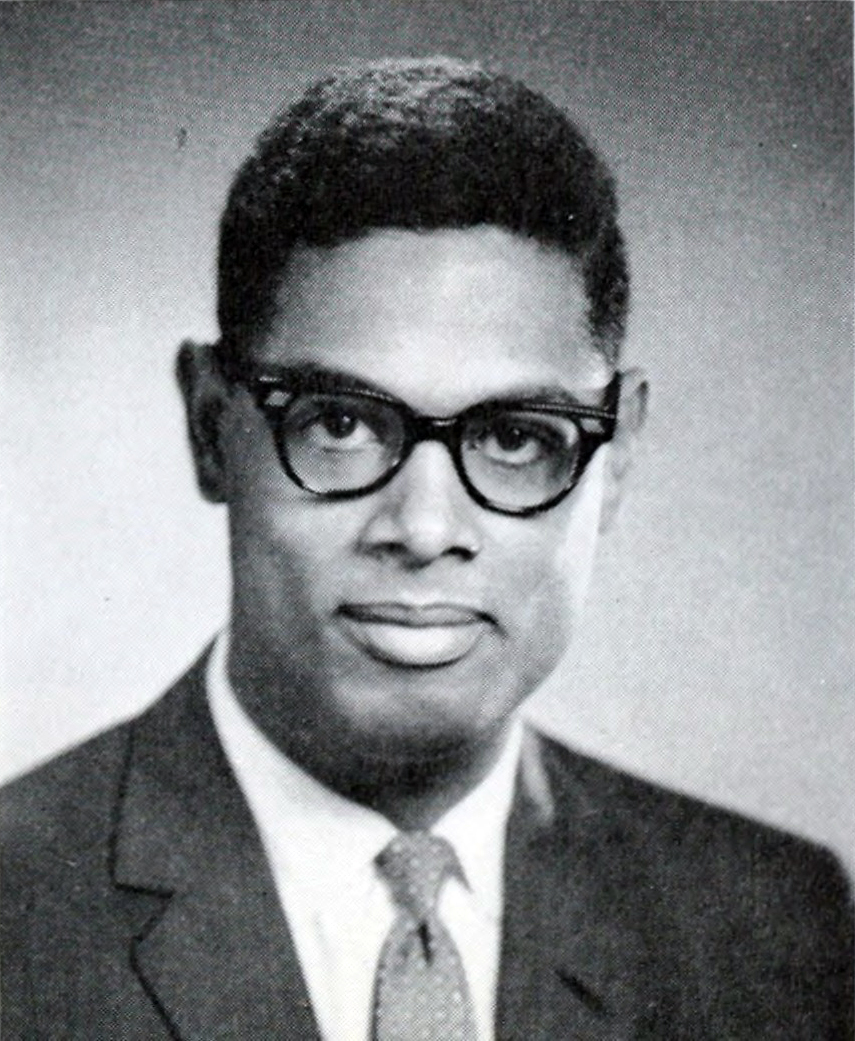
Thomas Sowell (* 1930)

- Sowerby II, George Brettingham (1812–1884), britischer Malakologe
- Sowerby III, George Brettingham (1843–1921), britischer Malakologe
- Sowerby, Fred (* 1948), antiguanischer Sprinter, Mittelstreckenläufer und Hürdenläufer
- Sowerby, George Brettingham I (1788–1854), britischer Malakologe
- Sowerby, Githa (1876–1970), englische Dramatikerin und Kinderbuchautorin
- Sowerby, James (1757–1822), britischer Naturforscher, Zoologe und Maler
- Sowerby, James de Carle (1787–1871), englischer Naturwissenschaftler und Künstler
- Sowerby, Leo (1895–1968), US-amerikanischer Komponist
- Sowers, George F. (1921–1996), US-amerikanischer Bauingenieur für Geotechnik
- Sowery, Toby (* 1995), britischer Automobilrennfahrer
- Sowetkin, Dmitri Konstantinowitsch (1838–1912), russischer Maschinenbauingenieur

### Sowh
- Sowhyrja, Olha (* 1980), ukrainische Verfassungsrichterin und Hochschullehrerin

### Sowi
- Sowieja, Dominik (* 1991), deutscher Triathlet
- Sowinetz, Dunja (* 1964), österreichische Schauspielerin
- Sowinetz, Kurt (1928–1991), österreichischer Volksschauspieler
- Sowińska, Ewa (* 1944), polnische Ärztin und Politikerin, Mitglied des Sejm
- Sowinski, Bernhard (1931–2005), deutscher Germanist
- Sowinski, Erik (* 1989), US-amerikanischer Mittelstreckenläufer
- Sowinski, Ignaz (1858–1917), österreichischer Architekt
- Sowiński, Józef (1777–1831), polnischer Generalmajor
- Sowiński, Leonard (1831–1887), polnischer Dichter und Literaturhistoriker
- Sowislo, Marius (* 1982), deutscher FußballspielerMarius Sowislo (* 1982)

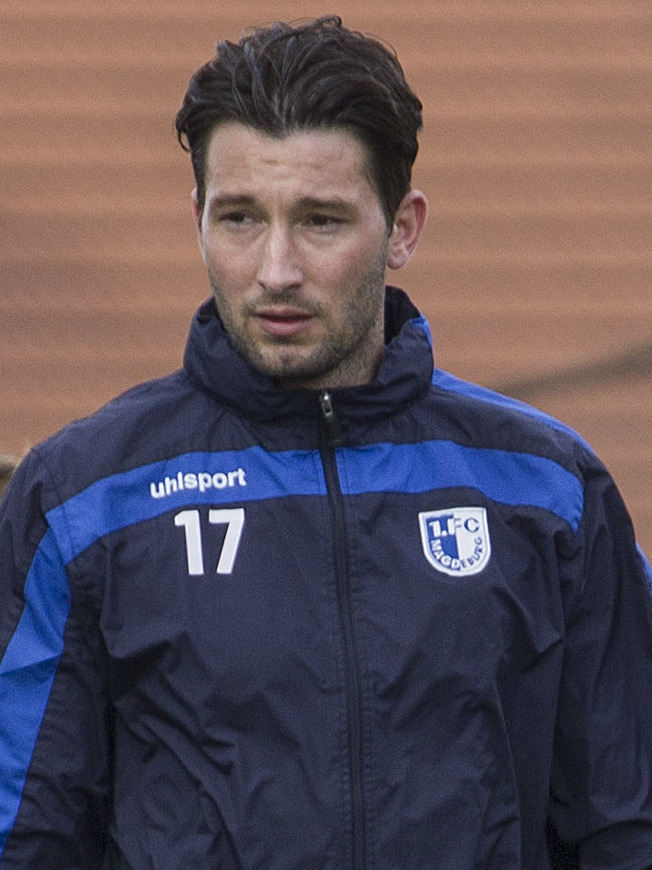
Marius Sowislo (* 1982)

### Sows
- Sowsun, Inna (* 1984), ukrainische Politikerin (Stimme)

### Sowu
- Sowula, Katarzyna (* 1977), polnische Schriftstellerin